# Водни лилии (филм)
„Водни лилии“ (на френски: Naissance des pieuvres) е френски филм от 2007 година, драма на режисьорката Селин Сиама по неин собствен сценарий.
Сюжетът е развит около отношенията и сексуалните фрустрации на три момичета, занимаващи се със синхронно плуване. Главните роли се изпълняват от Полин Акар, Луиз Блашер и Адел Анел.
„Водни лилии“ е номиниран за награда „Сезар“ за дебютен филм, а Луиз Блашер и Адел Анел – за дебютиращи актриси.